# Ник (приток Вильвы)
Ник — река в России, протекает в Добрянском районе Пермского края. Устье реки находится в 55 км по правому берегу реки Вильва. Длина реки составляет 23 км.
Река берёт начало в лесу на границе с Чусовским районом в 17 км к юго-востоку от посёлка Вильва, исток находится на западных предгорьях Среднего Урала к востоку от горы Стопка (339 м НУМ). Течёт на юго-запад и юг, всё течение проходит по ненаселённой лесной местности. Притоки — Развил-Ника (правый), Скакун (левый). Впадает в Вильву выше деревни Боркмос.

## Данные водного реестра
По данным государственного водного реестра России относится к Камскому бассейновому округу, водохозяйственный участок реки — Кама от города Березники до Камского гидроузла, без реки Косьва (от истока до Широковского гидроузла), Чусовая и Сылва, речной подбассейн реки — бассейны притоков Камы до впадения Белой. Речной бассейн реки — Кама.
По данным геоинформационной системы водохозяйственного районирования территории РФ, подготовленной Федеральным агентством водных ресурсов:
- Код водного объекта в государственном водном реестре — 10010100912111100008847
- Код по гидрологической изученности (ГИ) — 111100884
- Код бассейна — 10.01.01.009
- Номер тома по ГИ — 11
- Выпуск по ГИ — 1